# 812 Adele
A 812 Adele (ideiglenes jelöléssel 1915 XV) a Naprendszer kisbolygóövében található aszteroida. Szergej Beljavszkij fedezte fel 1915. szeptember 8-án.